# 黎建球
黎建球，KSG，KHS（1943年6月3日—），教名伯爾納鐸（Bernard），是天主教輔仁大學哲學系教授，也是輔大第一位校友校長、第一位連任兩屆的校長。

## 榮譽
- 獲教宗本篤十六世聖諭冊封「聖大額我略教宗騎士團騎士」勳銜，為臺灣獲得此榮譽之第一人（黎建球亦為耶路撒冷聖墓騎士團成員之一）。
- 因促進中華民國政府與梵蒂岡的邦誼，2012年獲中華民國總統馬英九頒贈「紫色大綬景星勳章」並由外交部長楊進添代表贈授[1]。

## 校長事蹟
- 建構「輔仁學派」。並以「健康輔仁、愛心輔仁及正向輔仁」為目標
- 成立輔仁大學全球校友會及中華民國校友會
- 新設「教育學院」、「傳播學院」。
- 新設「天主教學術研究院」。
- 輔大醫院動土。

## 註腳
1. ↑  中華民國外交部：外交部長楊進添代表馬總統頒贈輔仁大學前校長黎建球紫色大綬景星勳章[永久]

## 外部連結
1. （繁體中文）輔大哲學系黎建球教授[永久]
2. （繁體中文）輔大新校長黎建球出線[永久]
3. （繁體中文）打造天主教大學 輔大前校長黎建球剖析

| 前任： 李寧遠 | 天主教輔仁大學校長 2004年－2012年 | 繼任： 江漢聲 |